# Ondřej Svechota
Ondřej Svechota (15 febbraio 1993) è un pentatleta ceco.

## Biografia
Agli europei di Székesfehérvár 2022 si è classificato 17º nell'individuale ed ha vinto il bronzo nella classifica a squadre, con Martin Vlach e Ondřej Polívka.
Ha partecipato a quattro edizioni dei mondiali (Varsavia 2014, Berlino 2015, Budapest 2019, Il Cairo 2021), senza mai riusicire a salire sul podio.
Non ha preso parte a rassegne olimpiche.

## Palmarès
- Europei

Székesfehérvár 2022: bronzo a squadre;